# Gouvernement Poustovoïtenko
Ukraine
Lazarenko II Iouchtchenko
Le gouvernement Poustovoïtenko est le gouvernement ukrainien depuis le 16 juillet 1997 et le huitième depuis l’indépendance de l'Ukraine jusqu'au 30 novembre 1999.

## Composition
| Fonction                                                              | Titulaire                                                    | Titulaire | Parti |
| --------------------------------------------------------------------- | ------------------------------------------------------------ | --------- | ----- |
| Premier ministre                                                      | Valeri Poustovoïtenko                                        |           | NDP   |
| Premier vice-Premier ministre                                         | Anatoliy Holoubtchenko Volodymyr Kouratchenko Anatoli Kinakh |           |       |
| Vice-Premier ministre (chargé de l'Économie)                          | Anatoliy Kinakh                                              |           |       |
| Vice-Premier ministre Ministre du travail et des affaires sociales    | Mykola Biloblotsky                                           |           |       |
| Vice-Premier ministre                                                 | Volodymyr Semynojenko                                        |           |       |
| Vice-Premier ministre                                                 | Valeriy Smoliy                                               |           |       |
| Vice-Premier ministre Ministre de l'industrie agro-alimentaire        | Mykhailo Hladiy                                              |           |       |
| Ministre du Charbon (industrie minière)                               | Stanislav Yanko Serhiy Touloub                               |           |       |
| Ministre de la Ruralité et de l'Approvisionnement                     | Youriy Karasyk Borys Soupikhanov                             |           |       |
| ministre de l'économie                                                | Viktor Souslov Vasyl Rohovyi                                 |           |       |
| Ministre des finances                                                 | Ihor Mitioukov                                               |           |       |
| Ministre de la Défense                                                | Oleksandr Kouzmouk                                           |           |       |
| Ministre des Affaires intérieures                                     | Youriy Kravtchenko                                           |           |       |
| Ministre de la Politique industrielle                                 | Vasyl Hureyev                                                |           |       |
| Ministre de la Santé                                                  | Andriy Serdyuk Raïssa Bogatyrova                             |           |       |
| Ministre de la Culture et des Arts                                    | Dmytro Ostapenko Youriy Bohutsky                             |           |       |
| Ministre de l'Éducation                                               | Mykhaïlo Zgourovskyi Valentyn Zaychuk                        |           |       |
| Ministre de l'Énergie                                                 | Oleksiy Sheberstov Ivan Plachkov                             |           |       |
| Ministre du cabinet des ministres                                     | Anatoliy Tolstoukhov                                         |           |       |
| Ministre des Affaires étrangères                                      | Hennadiy Udovenko Borys Tarassiouk                           |           |       |
| Ministre des Situations d'urgence et des Conséquences de Tchernobyl   | Valeriy Kalchenko Vasyl Durdynets                            |           |       |
| Ministre des Sciences et Technologies                                 | Volodymyr Semynozhenko Stanislav Dovhyi                      |           |       |
| Ministre du Commerce extérieur                                        | Serhiy Osyka Andrii Goncharuk                                |           |       |
| Ministre de la Nature, de l'Environnement et de la Sécurité nucléaire | Youriy Kostenko Vasyl Chevchuk                               |           |       |
| Ministre du Transport                                                 | Valeriy Cherep Ivan Dankevych Leonid Kostioutchenko          |           |       |
| Ministre de la Justice                                                | Siouzanna Stanik                                             |           |       |
| Ministre de la Famille et de la Jeunesse                              | Valentyna Dovzhenko                                          |           |       |
| Ministre de l'Information                                             | Zinoviy Kulyk                                                |           |       |
| Ministre du Travail                                                   | Ivan Sakhan                                                  |           |       |